# Croacia en los Juegos Olímpicos de Atenas 2004
Croacia estuvo representada en los Juegos Olímpicos de Atenas 2004 por un total de 81 deportistas que compitieron en 14 deportes.  
El portador de la bandera en la ceremonia de apertura fue el jugador de waterpolo Dubravko Šimenc.

## Medallistas
El equipo olímpico croata obtuvo las siguientes medallas:
| Nombre                     | Deporte      | Competición             |
| -------------------------- | ------------ | ----------------------- |
| Oro                        |              |                         |
| Equipo                     | Balonmano    | Torneo M                |
| Plata                      |              |                         |
| Duje Draganja              | Natación     | 50 m libre M            |
| Siniša Skelin Nikša Skelin | Remo         | Dos sin timonel (W2-) F |
| Bronce                     |              |                         |
| Nikolaj Pešalov            | Halterofilia | 69 kg M                 |
| Mario Ančić Ivan Ljubičić  | Tenis        | Dobles M                |